# Addington (Oklahoma)
Pour les articles homonymes, voir Addington.
Addington est une ville du comté de Jefferson, dans l'État d'Oklahoma, aux États-Unis,. En 2010, elle compte une population de 114 habitants.

## Démographie
Lors du recensement de 2010, la ville comptait une population de 114 habitants, tandis qu'en 2019, elle est estimée à 107 habitants.